# Buenavista (Bohol)
Buenavista is een gemeente in de Filipijnse provincie Bohol op het gelijknamige eiland. Bij de census van 2015 telde de gemeente ruim 27 duizend inwoners.

## Geografie

### Bestuurlijke indeling
Buenavista is onderverdeeld in de volgende 35 barangays:
| - Anonang - Asinan - Bago - Baluarte - Bantuan - Bato - Bonotbonot - Bugaong - Cambuhat - Cambus-oc - Cangawa - Cantomugcad | - Cantores - Cantuba - Catigbian - Cawag - Cruz - Dait - Eastern Cabul-an - Hunan - Lapacan Norte - Lapacan Sur - Lubang - Lusong | - Magkaya - Merryland - Nueva Granada - Nueva Montana - Overland - Panghagban - Poblacion - Puting Bato - Rufo Hill - Sweetland - Western Cabul-an |

## Demografie
Buenavista had bij de census van 2015 een inwoneraantal van 27.261 mensen. Dit waren 230 mensen (0,9%) meer dan bij de vorige census van 2010. Ten opzichte van de census van 2000 was het aantal inwoners gegroeid met 1.301 mensen (5,0%). De gemiddelde jaarlijkse groei in die periode kwam daarmee uit op 0,32%, hetgeen lager was dan het landelijk jaarlijks gemiddelde over deze periode (1,84%).

De bevolkingsdichtheid van Buenavista was ten tijde van de laatste census, met 27.261 inwoners op 96 km², 284 mensen per km².
|  |  |  |